# Pełczyn (Lublin)
Pour les articles homonymes, voir Pełczyn.
Pełczyn (prononciation [ˈpɛu̯t͡ʂɨn) est un village de la gmina de Trawniki du powiat de Świdnik dans la voïvodie de Lublin, situé dans l'est de la Pologne.
Il se situe à environ 5 kilomètres au nord de Trawniki (siège de la gmina), 21 kilomètres à l'est de Świdnik (siège du powiat) et 31 kilomètres à l'est de Lublin (capitale de la voïvodie).
Le village comptait approximativement une population de 543 habitants en 2012.

## Histoire
De 1975 à 1998, le village est attaché administrativement à l'ancienne voïvodie de Lublin.

Depuis 1999, il fait partie de la nouvelle voïvodie de Lublin.